# Incontri internazionali di rugby a 15 di fine anno 1984
Nel rugby a 15 è tradizione che a fine anno (ottobre-dicembre) si disputino una serie di incontri internazionali che gli europei chiamano "Autumn International"  e gli appassionati dell'emisfero sud "Springtime tour". In particolare le nazionali dell'emisfero Sud, a fine della loro stagione, si recano in tour in Europa.
- -  Nuova Zelanda a Figi: visita di una nazionale neozelandese sperimentale.

| Suva 27 ottobre 1984 | Figi | 0 – 45 | Nuova Zelanda XV | Arms Park |

- -  Francia "A" in Giappone: i cadetti francesi si recano in Giappone dove ottengono due facili vittorie con la nazionale del sol levante.

| Osaka 30 settembre 1984 | Giappone | 0 – 52 | Francia XV | (Hanazono) |

| Tokyo 7 ottobre 1984 | Giappone | 12 – 40 | Francia XV | (Chichibu) |

- -  Sudamerica in Sudafrica: la selezione del Sud America (in realtà l'Argentina, camuffata per motivi di opportunità politica legata all'embargo contro l'apartheid sudafricano) si reca in Sud Africa. Due vittorie per gli Springboks il bilancio.

| Pretoria 20 ottobre 1984 | Sudafrica | 32 – 15 | Sud America |  |

| Città del Capo 27 ottobre 1984 | Sudafrica | 22 – 13 | Sud America |  |

- -  Australia nelle Isole Britanniche: i Wallabies, si recano in Tour nelle Isole Britanniche. Obiettivo dichiarato è il Grande Slam ossia la vittoria contro tutte le quattro nazionali britanniche. L'obiettivo storico sarà raggiunto. Uniche sconfitte, alcuni match contro club o selezioni, giocate dai rincalzi.

| Londra 3 novembre 1984 | Inghilterra | 3 – 19 | Australia | Twickenham |

| Dublino 10 novembre 1984 | Irlanda | 9 – 16 | Australia | Lansdowne Road |

| Cardiff 24 novembre 1984 | Galles | 9 – 28 | Australia | Arms Park |

| Edimburgo 8 dicembre 1984 | Scozia | 12 – 37 | Australia | Murrayfield |

- -  Polonia in Italia:

| Pieve di Cento 15 novembre 1984 | Italia U21 | 22 – 6 | Polonia |  |

| Parma 17 novembre 1984 | Italia A | 19 – 3 | Polonia |  |